# Boulot
Boulot – miejscowość i gmina we Francji, w regionie Burgundia-Franche-Comté, w departamencie Górna Saona.
Według danych na rok 1990 gminę zamieszkiwało 388 osób, a gęstość zaludnienia wynosiła 55 osób/km² (wśród 1786 gmin Franche-Comté Boulot plasuje się na 386. miejscu pod względem liczby ludności, natomiast pod względem powierzchni na miejscu 636.).